# Louise Karlsson
Louise Viktoria Karlsson (* 26. April 1974 in Uddevalla) ist eine ehemalige schwedische Schwimmerin. Sie gewann eine Goldmedaille und drei Bronzemedaillen bei Weltmeisterschaften auf der 25-Meter-Bahn. Bei Europameisterschaften erkämpfte sie eine Silbermedaille auf der 50-Meter-Bahn, auf der 25-Meter-Bahn erschwamm sie acht Goldmedaillen, fünf Silbermedaillen und eine Bronzemedaille.

## Sportliche Karriere
Louise Karlsson startete für Skärets Simsällskap in Uddevalla.
Anfang 1991 bei den Weltmeisterschaften in Perth erreichte die schwedische 4-mal-100-Meter-Freistilstaffel mit Helena Kälvehed, Louise Karlsson, Malin Gustavsson und Eva Nyberg den siebten Platz. Karlsson trat auch über 100 Meter Brust an und wurde als Vierte des B-Finales Zwölfte der Gesamtwertung. Über 50 Meter Freistil belegte sie den 14. Platz. Im August 1991 bei den Europameisterschaften in Athen schwamm Karlsson in vier Endläufen. Sie wurde Siebte über 100 Meter Freistil. Die 4-mal-100-Meter-Freistilstaffel mit Louise Karlsson, Helena Kälvehed, Ellenor Svensson und Eva Nyberg erreichte den fünften Platz. Die 4-mal-100-Meter-Lagenstaffel mit Anna-Karin Englund, Louise Karlsson, Therese Lundin und Eva Nyberg schlug als Vierte mit zwei Sekunden Rückstand auf die Medaillenränge an. Über 50 Meter Freistil belegte Karlsson schließlich den sechsten Rang.
Bei den Olympischen Spielen 1992 in Barcelona schied Karlsson in den Vorläufen über 50 Meter Freistil und über 200 Meter Lagen aus. Die 4-mal-100-Meter-Freistilstaffel mit Eva Nyberg, Louise Karlsson, Ellenor Svensson und Malin Nilsson erreichte das Finale und schlug als Siebte an.
Von 1991 bis 1994 wurden viermal Sprinteuropameisterschaften auf der 25-Meter-Bahn ausgetragen. Louise Karlsson erschwamm 1991 in Gelsenkirchen Bronze über 50 Meter Freistil. 1992 in Espoo gewann sie über 50 Meter Brust. 1991 belegte sie den zweiten Platz über 50 Meter Schmetterling, 1992 in Espoo und 1993 in Gateshead siegte sie auf dieser Strecke. Ihre erfolgreichste Strecke waren die 100 Meter Lagen, die sie bei allen vier Austragungen gewann. Dabei stellte sie 1992 in Espoo in 1:01,03 Minuten einen neuen Weltrekord auf, der bis 1998 Bestand hatte. Zusätzlich zu ihren Einzelmedaillen gewann sie zweimal Silber und einmal Gold mit der 4-mal-50-Meter-Freistilstaffel sowie zweimal Silber mit der 4-mal-50-Meter-Lagenstaffel.
1995 bei den Europameisterschaften in Wien erreichte Karlsson den fünften Platz über 200 Meter Lagen. Die 4-mal-100-Meter-Freistilstaffel mit Ellenor Svensson, Linda Olofsson, Louise Karlsson und Louise Jöhncke erschwamm die Silbermedaille hinter dem deutschen Quartett. Ende 1995 bei den Kurzbahnweltmeisterschaften in Rio de Janeiro wurde Karlsson Achte über 50 Meter Freistil. Die 4-mal-100-Meter-Freistilstaffel mit Louise Jöhncke, Linda Olofsson, Louise Karlsson und Johanna Sjöberg erreichte den dritten Platz hinter den Chinesinnen und den Australierinnen. Ebenfalls Dritte wurde Karlsson über 200 Meter Lagen.
1996 bei den Olympischen Spielen in Atlanta startete Karlsson zuerst über 200 Meter Lagen. Sie erreichte den Endlauf und belegte den achten Platz. Die 4-mal-100-Meter-Freistilstaffel mit Linda Olofsson, Louise Jöhncke, Louise Karlsson und Johanna Sjöberg schlug als Fünfte an. Karlssons letzte große internationale Meisterschaftsteilnahme war bei den Kurzbahnweltmeisterschaften 1997 in Göteborg. Sie belegte zunächst den achten Platz über 100 Meter Schmetterling. Die 4-mal-100-Meter-Freistilstaffel mit Therese Alshammar, Malin Svahnström, Louise Karlsson und Johanna Sjöberg erschwamm die Bronzemedaille mit dreieinhalb Sekunden Rückstand auf die Chinesinnen und die Deutschen. Schließlich siegte Karlsson über 200 Meter Lagen mit 0,2 Sekunden Vorsprung auf die Slowakin Martina Moravcová.